# Darwin et la Science de l’évolution
Darwin et la Science de l’évolution est une monographie illustrée et un récit biographique sur le naturaliste anglais Charles Darwin et sa théorie de l’évolution, écrit par l’historien des sciences Patrick Tort, et paru chez Gallimard en 2000. Cet ouvrage est le 397e titre dans la collection « Découvertes Gallimard », et a été adapté en un film documentaire homonyme.

## Introduction
Cet ouvrage en format poche (125 × 178 mm) fait partie de la série Sciences et techniques (anciennement appartenant à la série Sciences) dans la collection « Découvertes Gallimard ». Ici l’auteur éclaire la vie et l’œuvre du principal fondateur de la science de l’évolution. À la fois biographie, histoire de la science et documentaire social, ce livre emmène les lecteurs dans les voyages de découverte de Darwin.
Selon la tradition des « Découvertes », cette collection repose sur une abondante documentation iconographique et une manière de faire dialoguer l’iconographie documentaire et le texte, enrichie par une impression sur papier couché ; en d’autres termes, « de véritables monographies, éditées comme des livres d’art ». C’est presque comme un « roman graphique », rempli de planches en couleurs.

## Accueil
Le site Babelio confère au livre une note moyenne de 3,50 sur 5, sur la base de 6 notes. Sur le site Goodreads, le livre obtient une moyenne de 3,48/5 basée sur 21 notes, indiquant des avis généralement positifs.

## Adaptation documentaire
En 2002, en coproduction avec La Sept-Arte et Trans Europe Film, en collaboration avec Éditions Gallimard et CNRS Images média, réalisé l’adaptation de Darwin et la Science de l’évolution, dirigée par Valérie Winckler, et diffusé sur Arte dans la case « L’Aventure humaine ».

### Fiche technique
- Titre : Darwin et la Science de l’évolution
- Titre allemand : Charles Darwin und die Evolution[7]
- Réalisation : Valérie Winckler
- Conseiller scientifique : Patrick Tort
- Producteur : Jean-Pierre Gibrat
- Chef monteur : Véronique Lebars
- Directeur de la photographie : Patrick Ladoucette
- Ingénieur du son : Vincent Brunier
- Chef électricien : Denis Monmarché
- Directrice de production : Nathalie Cayn
- Chef comptable : Anne-Marie Cienki
- Infographiste : Jean-François Theault
- Documentalistes : Mireille Achino, Claire Girard et Magali Honorat
- Directeur artistique son : Laurent Peyron
- Voix : Claude Aufaure et Valérie Winckler
- Musique originale : Xavier Desandre
- Sociétés de production : La Sept-Arte, Trans Europe Film, Éditions Gallimard et CNRS Images/média
- Pays d’origine :  France
- Langue : français, doublage en allemand
- Durée : 52 minutes
- Date de sortie : 2002 sur Arte

## Éditions internationales
| Titre                                                 | Traduction littérale                                           | Langue              | Pays         | Collection (numéro dans la collection) | Éditeur                               | Traducteur                       | Année de première parution | ISBN                 |
| ----------------------------------------------------- | -------------------------------------------------------------- | ------------------- | ------------ | -------------------------------------- | ------------------------------------- | -------------------------------- | -------------------------- | -------------------- |
| Darwin et la Science de l’évolution                   | Darwin et la science de l'évolution                            | Français de France  | France       | Découvertes Gallimard (no 397)         | Éditions Gallimard                    | –                                | 2000                       | (ISBN 9782070535200) |
| Charles Darwin: The Scholar Who Changed Human History | « Charles Darwin : le savant qui a changé l’histoire humaine » | Anglais britannique | Royaume-Uni  | New Horizons (sans numéro)             | Thames & Hudson                       | Paul G. Bahn                     | 2001                       | (ISBN 9780500301074) |
| Darwin and the Science of Evolution                   | « Darwin et la Science de l’évolution »                        | Anglais américain   | États-Unis   | Abrams Discoveries (sans numéro)       | Harry N. Abrams                       | Paul G. Bahn                     | 2001                       | (ISBN 9780810921368) |
| Darwin e a ciência da evolução                        | « Darwin et la Science de l’évolution »                        | Portugais brésilien | Brésil       | Descobertas (sans numéro)              | Editora Objetiva (pt)                 | Véra Lúcia dos Reis              | 2004                       | (ISBN 9788573026306) |
| Darwin ve Evrimin Bilimi                              | « Darwin et la Science de l’évolution »                        | Turc                | Turquie      | Genel Kültür Dizisi (sans numéro)      | Yapı Kredi Yayınları                  | Ömer Aygün                       | 2008                       | (ISBN 9789750815164) |
| ダーウィン 進化の海を旅する                           | « Darwin : voyage dans la mer de l’évolution »                 | Japonais            | Japon        | 知の再発見 (no 99)                     | Sōgensha (ja)                         | Ikuko Nanjō, Kimi Fujioka        | 2001                       | (ISBN 9784422211596) |
| 찰스 다윈: 진화를 말하다                              | « Charles Darwin : parler de l’évolution »                     | Coréen              | Corée du Sud | 시공 디스커버리 (no 125)               | Sigongsa (en)                         | Jeong-su Choi                    | 2008                       | (ISBN 9788952752512) |
| 达尔文：进化论之父                                    | « Darwin : le père de l’évolution »                            | Chinois simplifié   | Chine        | 发现之旅 (no 83)                       | Shanghai Translation Publishing House | Xiulin Hua, Xiao Bi, Jingli Zhao | 2005                       | (ISBN 9787532736256) |